# Madhouse (azienda)
Madhouse (株式会社 マッドハウス?, Kabushiki-gaisha Maddohausu) è uno studio di animazione giapponese fondato il 17 ottobre 1972. Ha una filiale, Madbox Co., Ltd., specializzata in computer grafica.

## Origine del nome
Il nome dello studio è l'acronimo dei nomi di tre dei quattro fondatori (manca il nome di Yoshiaki Kawajiri): MAruyama Dezaki Hayashi OsamU ShigEyuki.

## Storia
Madhouse è di sicuro uno degli studi con la maggior fama nel settore dell'animazione, sia tra gli esperti della materia sia tra gli spettatori occasionali.
Nel 1972 la storica Mushi Production fondata da Osamu Tezuka andò incontro al suo inesorabile fallimento; ciò diede modo ai talenti cresciuti al suo interno di creare nuovi studi di animazione. Tra questi, figura anche lo Studio Madhouse. Quest'ultimo nasce dalle ambizioni di Osamu Dezaki, Rintarō, Yoshiaki Kawajiri e del produttore Masao Maruyama. Yutaka Fujioka ha anche sostenuto lo studio all'inizio, la maggior parte dei loro lavori precedenti sono stati co-prodotti con Tokyo Movie.

### Madhouse pre-2011
Fra gli anni ottanta e i primi anni novanta, il periodo del boom degli anime dopo le difficoltà economiche dei decenni precedenti, la compagnia si è dedicata al mercato degli OAV, distinguendosi per l'impressionante direzione artistica e per le tecniche di regia d'avanguardia del suo staff. Fu in particolare l'apporto di Maruyama e la sua supervisione a rendere possibile la nascita degli svariati progetti che resero famoso lo studio in quegli anni.
Durante la fine degli anni novanta e lungo i successivi anni duemila, lo studio è stato incentrato su serie di autori come Yoshiaki Kawajiri, Satoshi Kon, Sunao Katabuchi e Mamoru Hosoda, oltre a dare spazio a creatori più sperimentali come Mitsuo Iso, Masaaki Yuasa e Takeshi Koike, adattando in anime anche i manga più di nicchia come Kaiji. Lo studio è stato grandemente elogiato durante tutto il decennio anche per il suo continuo incitamento alle abilità registiche di personale particolarmente dotato come Hiroshi Hamasaki, Tetsuro Araki, Masayuki Kojima, Sayo Yamamoto. I nomi più importanti del mondo dell'animazione si erano radunati sotto uno stesso tetto; Madhouse era letteralmente il centro dell'animazione di qualità di quegli anni. D'altro canto, va fatto notare che una buona parte delle loro serie sono state oggetto di outsourcing allo studio coreano DR. Movie. Diversi studi di animazione di quel periodo, tra cui anche Madhouse, infatti sono riuscite a rimanere in attività incrementando il numero dei lavoratori freelance e aumentando il lavoro di esternalizzazione delle loro produzioni.

### Madhouse post-2011
Il declino dello studio cominciò già nel 2010: il 24 agosto di quell'anno Satoshi Kon morì prematuramente per un cancro al pancreas, lasciando il suo ultimo film incompleto. Nonostante il regista avesse detto al suo staff di non curarsi troppo del completamento del film, Maruyama non volle ascoltarlo. Sempre nel 2010, dopo il fallimento e il seguente buyout di NTV dello studio, lo staff dipendente ha iniziato a fuggire in un esodo di massa per la cattiva gestione. Dei quattro fondatori, l'unico che rimase nello studio fu Yoshiaki Kawajiri: Shigeyuki Hayashi si è ritirato nel 2012; Osamu Dezaki è morto nel 2011; Masao Maruyama ha fondato MAPPA nel 2011 e poi M2 nel 2016. In seguito, molti altri membri dello staff lasciarono lo studio.
Tutte le varie personalità che avevano reso Madhouse famoso non c'erano più: alcuni andarono a lavorare presso altri studi (Yuasa, Araki, Hamazaki Kojima, Nishimura, Maruyama), altri ne crearono di nuovi (Hosoda e lo stesso Yuasa più avanti) o furono addirittura licenziati (come nel caso di Koike), altri ancora divennero freelance.
La serie di Hunter x Hunter del 2011 si è dimostrata una produzione di successo, ma gli altri prodotti in quel periodo dello studio lasciavano molto a desiderare a livello contenutistico e registicamente. Per la prima serie di One-Punch Man ci fu una collaborazione con lo staff dello studio Bones contattato dal regista della serie, Shingo Natsume.

### Rinascita qualitativa (2021-presente)
In questo periodo lo studio ha cercato di ricominciare a produrre qualcosa di registicamente innovativo a partire da Sonny Boy, anime che nella sua nicchia ha colpito proprio per come è stato gestito il comparto tecnico, molto tendente al surrealismo nel corso di tutta la storia, con molti riferimenti astratti e personaggi peculiari.
Questa produzione ha portato lo studio ad essere piano piano nuovamente riconosciuto come un big del settore, collaborando con MAPPA nell'anime promozionale Takt op. Destiny nello stesso anno.
Questo slancio ha contribuito, oltre alla continuazione dopo anni dell'anime di Overlord, ad affermarsi nel progetto di produzione dell'adattamento animato del manga Frieren - Oltre la fine del viaggio, il quale ha ricevuto un'accoglienza eclatante a livello internazionale, a tal punto da risultare l'anime col voto più alto di sempre sul sito MyAnimeList.

## Collaborazioni
Madhouse ha collaborato con Square Enix per l'OAV Last Order: Final Fantasy VII, con lo Studio Ghibli per il lungometraggio Il castello errante di Howl e con lo studio Rebel Base per parte dell'animazione della seconda serie animata di The Boondocks. Madhouse ha inoltre realizzato la sequenza introduttiva del videogame Wild Arms e ha collaborato con Studio MAPPA per la serie animata Takt op. Destiny.

## Elenco delle serie e dei film

### 1973-1989
1973
- Jenny la tennista

1975
- Topolino in... Gamba

1976
- Gaiking il robot guerriero
- Le più belle favole del mondo

1977
- Remi - Le sue avventure

1978
- L'isola del tesoro

1979
- Jenny la tennista

1981
- Le fantastiche avventure di Unico

1982
- Haguregumo

1983
- Harmagedon - La guerra contro Genma
- Hadashi no Gen

1984
- SF Shinseiki Lensman

1985
- Bobby's Girl
- La spada dei Kamui

1986
- Hadashi no Gen 2
- Toki no Tabibito: Time Stranger

1987
- La città delle bestie incantatrici
- Take the X Train
- Junk Boy

1988
- Natsufuku no Shōjo-tachi
- Kaze no Matasaburo
- Bride of Deimos
- Donguri to Yamaneko
- Demon City Shinjuku, la città dei mostri
- Kaze o Nuke!

1989
- Goku: Midnight Eye
- Manie-Manie - I racconti del labirinto
- Goku II - Midnight Eye
- Yawara! - Jenny la ragazza del judo

### 1990-1999
1990
- Cyber City Oedo 808
- Record of Lodoss War
- Yoko cacciatrice di demoni

1991
- La saga delle sirene

1992
- Tokyo Babylon

1993
- A-Girl
- The Cockpit
- Battle Angel Alita

1994
- DNA²
- Final Fantasy: La leggenda dei cristalli
- Yūgen Kaisha

1995
- Azuki-chan
- Bio Hunter

1996
- Il club della magia!
- X

1997
- Pet Shop of Horrors

1998
- Card Captor Sakura
- Master Keaton
- Perfect Blue
- SuperDoll Rika-chan
- Trigun

1999
- Alexander
- Clover
- Di Gi Charat
- Jūbei-chan

### 2000-2009
2000
- Boogiepop Phantom
- Carried by the Wind: Tsukikage Ran
- Hajime no Ippo
- Hidamari no ki
- Sakura Wars

2001
- Chance Pop Session
- Mahō shōjo neko Taruto
- Metropolis
- Honō no mirage

2002
- Abenobashi - Il quartiere commerciale di magia
- Aquarian Age: Sign for Evolution
- Chobits
- Dragon Drive
- Millennium Actress

2003
- Animatrix
- Beyblade
- Gungrave
- Gunslinger Girl
- Ikki Tōsen
- Lament of the Lamb
- Melanzane - Estate andalusa
- Texhnolyze
- Tokyo Godfathers
- Mujin wakusei Survive

2004
- Van Helsing - La missione londinese
- The Chronicles of Riddick: Dark Fury
- Beck: Mongolian Chop Squad
- Gokusen
- Monster
- Paranoia Agent
- Sweet Valerian
- Tsuki no Warutsu

2005
- 100% Fragola
- Akagi
- Last Order: Final Fantasy VII
- Oku-sama wa Joshi Kōsei
- Otogi-Jūshi Akazukin
- Paradise Kiss

2006
- Black Lagoon
- Death Note
- Kemonozume
- Kiba
- Nana
- Paprika - Sognando un sogno
- Saiunkoku monogatari
- Strawberry Panic!
- Yume Tsukai

2007
- Claymore
- Dennō Coil
- Devil May Cry
- Highlander: Vendetta immortale
- Kaiji
- Majin tantei Nōgami Neuro
- MapleStory
- Mokke
- Ōedo Rocket
- Shigurui

2008
- Batman - Il cavaliere di Gotham
- Allison to Lillia
- Birdy the Mighty
- Casshern Sins
- Chaos;Head
- Chi - Casa dolce casa
- Hells Angels (manga)
- Kaiba
- Kamen no Maid Guy
- Kurozuka
- Mōryō no Hako
- One Outs
- Stitch!

2009
- Aoi Bungaku
- Kobato.
- Mai Mai Miracle
- Needless
- Rideback
- Sōten Kōro
- Summer Wars
- Yona Yona Penguin
- Hajime no Ippo (New Challenger)

### 2010-2019
2010
- Iron Man
- Highschool of the Dead
- Redline
- The Tatami Galaxy
- Rainbow

2011
- Wolverine
- X-Men
- Blade
- Chihayafuru
- Hunter × Hunter

2012
- Arata-naru sekai
- Btooom!
- Oda Nobuna no yabō
- Wolf Children - Ame e Yuki i bambini lupo

2013
- Death Billiards
- Photo Kano
- Iron Man: Rise of Technovore
- Hajime no Ippo (Rising)

2014
- Hanayamata
- Kiseiju - L'ospite indesiderato
- Mahōka kōkō no rettōsei
- Mahō sensō
- No Game No Life
- Avengers Confidential: La Vedova Nera & Punisher

2015
- Death Parade
- My Love Story!!
- One-Punch Man
- Overlord

2016
- Prince of Stride: Alternative
- Alderamin on the Sky
- All Out!!

2017
- Future Avengers
- ACCA - L'ispettorato delle 13 province

2018
- Overlord 2
- A Place Further Than the Universe[4]
- Cardcaptor Sakura: Clear Card
- Waka Okami wa Shōgakusei!
- Mr. Tonegawa: Middle Management Blues
- Overlord 3

2019
- Boogiepop and Others
- Ace of Diamond (Act II)
- Afterlost
- No Guns Life
- Chihayafuru 3

### 2020-2025
2020
- ACCA - L'ispettorato delle 13 province: Regards
- Zetsubou Funsai Shoujo Amida
- No Guns Life 2

2021
- Sonny Boy
- The Vampire Dies in No Time
- Takt op. Destiny (co-prodotto con MAPPA)

2022
- Police in a Pod
- Goodbye, DonGlees!
- Overlord 4
- La principessa bibliofila

2023
- The Vampire Dies in No Time 2
- Kin no Kuni Mizu no Kuni
- My Love Story with Yamada-kun at Lv999[5]
- Ai no Idenshi
- Frieren - Oltre la fine del viaggio

2024
- Il movimento della Terra

2025
- WANDANCE (co-prodotto con Cyclone Graphics)
- The After-Dinner Mysteries